# Sfântu Gheorghe
Sfântu Gheorghe là một đô thị thuộc hạt Covasna, România. Dân số thời điểm năm 2002 là 61512 người.